# 池田忠雄 (政治家)
池田 忠雄（いけだ ただお、1932年（昭和7年）8月4日 - 2016年（平成28年）2月21日）は、日本の元政治家。大阪府和泉市の市議会議員（1963年 - 1975年）、市長（第6 - 10代、1975年 - 1995年）を歴任した。位階は従四位。勲三等瑞宝章。

## 略歴
- 大阪府立泉大津高等学校卒業（弁論部所属）後、髙島屋百貨店に入社。
- 1960年 - 関西大学二部法学部卒業[3]。
- 1963年 - 和泉市議会議員選挙に初当選（当時28歳）。以後、1975年まで3期12年市議会議員を務める。
- 1975年 - 和泉市長選挙に出馬し当選、市長に就任する（当時40歳）。
- 1995年 - 5期20年市長を務め、任期満了に伴い引退、同時に政界からも引退する。
- 2002年 - 勲三等瑞宝章を受章[4]。
- 2016年死去。死没日付をもって従四位に叙された[5]。

## 主な実績
- 市の公共施設の整備（和泉市久保惣記念美術館などをはじめ、市の人口増加に伴う小学校・中学校の新規開校など）
- 和泉市では初めて、友好都市提携を結ぶ。
  - 1988年：隣接する和歌山県伊都郡かつらぎ町
  - 1993年：中国江蘇省南通市、アメリカ合衆国ミネソタ州ブルーミントン市
- 泉北ニュータウンのうち光明台地区とトリヴェール和泉の街開き。及びそれに伴う事業の整備（トリヴェール和泉においては大阪府都市開発泉北高速鉄道線の延伸と和泉中央駅開業や桃山学院大学の誘致など）。

## 著書
- ロマンに生きる〜やんちゃ市長一代記〜（文芸社、2013年）　ISBN 4-8355-3865-X